# Демир Борачев
Демир Димитров Борачев, с псевдоним Чичо, е български комунист, участник в комунистическото съпротивително движение по време на Втората световна война, партизанин, военен деец, офицер, генерал-полковник.

## Биография
Демир Борачев е роден в с. Николаевка, Варненско, на 23 февруари 1910 г.
Като ученик е активен член на Работническия младежки съюз от 1928 г. Член на БКП от 1931 г. От 1925 до 1931 г. е ученик в Духовната семинария в София. Студент в Шуменския учителски институт (1931 – 1933) и секретар на институтската организация на Българския общ народен студентски съюз. Секретар на окръжния комитет на Добруджанския младежки съюз и на окръжния комитет на Добруджанската революционна организация. Арестуван е през май 1933 г. По процеса срещу шуменската военна конспирация е осъден на смърт по Закона за защита на държавата. Присъдата е заменена със затвор. Изтърпява я до май 1941 г. В затвора преподава История на БКП, политическа икономия и руски език.
След освобождаването му от затвора е секретар на варненския селски партиен район на БКП, а след 22 юни 1941 г. като нелегален е член на военната комисия при окръжния комитет на партията.
Участва в съпротивителното движение през Втората световна война. Партизанин от май 1942 г. в чета „Народна дума“ (командир и политкомисар) в Коджа Балкан. От 1942 г. е член на окръжния комитет на БКП и върши нелегална организационна работа, като ръководи създаването на Варненската партизанска чета (Партизански отряд „Васил Левски“ (Варна)). От създаването ѝ през юли 1943 г. до януари 1944 г. е политкомисар на Десета Варненска въстаническа оперативна зона на НОВА. От януари до 9 септември 1944 г. е командир на зоната. Два пъти задочно е осъждан на смърт.
След 9 септември 1944 г. е член на Бюрото на окръжния и областния комитети на БКП и на областния комитет на Отечествения фронт, началник на новосъздадените Народна гвардия и Народна милиция във Варненски окръг. По решение на ЦК на БКП участва в първия период на Отечествената война (1944 – 1945 г.) като помощник-командир (политкомисар) на IV Преславска пехотна дивизия. Награден е с 2 ордена „За храброст“. Отзован е от фронта и от март 1945 г. отново е на партийна и организационна работа във Варна до октомври 1945 г.
По решение на ЦК на БКП става кадрови военен деец. В периода октомври 1945 – септември 1946 г. завършва курс за старши офицери във Военното училище в София. Завършва Висшият академични курсове „Вистрел“ (октомври 1947 – декември 1948) и Висшата академия на Генералния щаб на Съветската армия „К. Е. Ворошилов“ в СССР (ноември 1951 – ноември 1953). В периода октомври 1946 – октомври 1947 командир на осми стрелкови полк. От декември 1948 до ноември 1949 г. е командир на трета стрелкова дивизия. Между ноември 1949 и ноември 1950 г. е командир на четвърта стрелкова дивизия. Командир на седма мотострелкова дивизия (ноември 1950 – ноември 1951), корпус (1953), командващ Втора армия (11 декември 1954 – 3 август 1956) в Пловдив. Заместник-началник е на Генералния щаб (ноември 1953) по организационно-мобилизационните въпроси. По-късно завежда отдел „Административни органи“ на ЦК на БКП (1956 – 1960).
Заместник и първи заместник-министър на вътрешните работи, отговарял за мобилизационната готовност и за войските на МВР (1960 – 1973).
Кандидат-член (от VII конгрес на БКП, 1958) и член (от VIII конгрес на БКП, 1962) на ЦК на БКП до 1990 г.
Военни звания: генерал-майор (1953), генерал-лейтенант (1959), генерал-полковник (1969). Той е единственият български генерал, завършил пълния курс на Софийската духовна семинария.
През октомври 1973 г. е избран за заместник-председател на Националния съвет на Отечествения фронт. Остава на този пост 14 години (1973 – 1987). След пенсиониране работи в Българския ловно-рибарски съюз.
Избиран е за народен представител в Пето, Шесто, Седмо и Осмо народни събрания.

## Образование
- Софийска духовна семинария – (1925 – 1931)
- Шуменски учителски институт (1931 – 1933)
- Военно училище, София, курс за старши офицери (октомври 1945 – септември 1946)
- Висш академичен курс „Вистрел“, СССР (октомври 1947 – декември 1948)
- Висша академия на Генералния щаб на Съветската армия „К. Е. Ворошилов“ в СССР (ноември 1951 – ноември 1953)

## Военни звания
- Подполковник
- Полковник (септември 1946)
- Генерал-майор (1953)
- Генерал-лейтенант (19 септември 1959)
- Генерал-полковник (1969)

## Награди
- Орден „За народна свобода 1941 – 1944 г.“ І степен (НРБ)
- Медал „За участие в антифашистката борба“ (НРБ)
- Орден „Червено знаме“ (НРБ)
- Орден „За храброст“, IV степен, 1 клас
- съветската военна награда Орден „Красной Звезды“(„Червена звезда“) (СССР).[10]
- съветската военна награда Орден „Красного Знамени“(„Червено знаме“) (СССР)
- Орден „Девети септември – 1944 г.“ ІІ степен (НРБ)
- звание „Герой на социалистическия труд“ (указ № 289 от 22 февруари 1980), (НРБ)
- четири ордена „Георги Димитров“ (1960, 1970) (НРБ)
- два ордена „Народна република България“ – І степен (1959, 1964) (НРБ)

и много други български, съветски и на други страни ордени и медали.

## Мемоари
- Бойци. Спомени, Партиздат, София, 1982
- Пълномощници на Партията. Спомени за Отечествената война 1944 – 1945, Издателство на ОФ, София, 1985
- Една изповед..., Тип-топ прес, 2015, ISBN 978-954-723-145-0